# Гинзбург, Лео Морицевич
Ле́о Мо́рицевич Ги́нзбург (1901—1979) — советский дирижёр, пианист, теоретик музыки, педагог, профессор. Заслуженный деятель искусств РСФСР (1966).

## Биография
Лео Гинзбург родился в Варшаве, в еврейской семье. В 1919 году окончил музыкальное училище в Нижнем Новгороде. В 1923—1928 годах обучался в Московской консерватории у К. С. Сараджева и Н. С. Голованова. Теорию музыки изучал у Г. Л. Катуара, Г. Э. Конюса и Б. Л. Яворского. В 1929—1931 годах проходил стажировку в Берлине у Отто Клемперера и Германа Шерхена.
В 1945—1948 годах Гинзбург был главным дирижёром Азербайджанской государственной филармонии.
С 1930 года до смерти в 1979 году (на протяжении 50 лет) Лео Гинзбург преподавал в Московской консерватории, с 1939 года был профессором. Воспитал огромную плеяду прославленных дирижёров, среди них: Народные артисты СССР В. Б. Дударова, К. К. Иванов, Д. Г. Китаенко, В. И. Федосеев, Народные артисты РСФСР П. Л. Коган, К. Д. Абдуллаев, И. Б. Гусман, B. П. Дубровский, М. М. Малунцян, А. Н. Лазарев, А. Л. Стасевич, Л. Грин, Ф. Ш. Мансуров, А. Ф. Тупицын. Лео Гинзбург стал одним из исполнителей реконструированной советским музыковедом Семёном Богатырёвым Симфонии ми-бемоль мажор Чайковского
Умер в 1979 году в Москве. Похоронен на Востряковском кладбище.

## Сочинения
- Гинзбург Лео «Заметки о мастерстве» //«Советская музыка» М., 1963, No 12).
- Гинзбург Лео. Избранное. Дирижёры и оркестры. Вопросы теории и практики дирижирования. Общая редакция В. П. Варунца. Москва. Советский композитор 1981.